# صراصير هائلة
صراصير هائلة أو ميغالوبلاتا (الاسم العلمي: Megaloblatta)، هو جنس من الصراصير التي تستوطن مناطق الإقليم المداري الجديد (أمريكا الوسطى والجنوبية) ينتمي إلى عائلة برانيات العيش.
تتراوح أحجام الأنواع في هذا الجنس من 4–9.7 سنتيمتر (1.6–3.8 بوصة) ويمكن أن تمتد أجنحتها إلى 20 سنتيمتر (7.9 بوصة)، يضم هذا الجنس 4 أنواع موثقة منها M. longipennis وهو أكبر صرصار في العالم من حيث الطول وامتداد الأجنحة، بالإضافة الى 6 أنواع محتملة غير موثقة.
تستخدم ميغالوبلاتا، مثل العديد من الحشرات الأخرى، الصرير [الإنجليزية] لإبعاد المفترسات عنها، الحشرات التي تُصدر هذا الصوت تكون أقل عرضة لأن تصبح فريسة مقارنة بالأفراد التي لا تمتلك هذه القدرة.

## نطاق الانتشار
الأنواع الأربعة من صراصير هذا الجنس موزعة بشكل منفصل، حيث يتواجد النوع (M. blaberoides) في المنطقة الممتدة من جنوب المكسيك عبر أمريكا الوسطى حتى كولومبيا والاكوادور؛ بينما يتواجد النوع (M. insignis) في غوايانا الفرنسية وسورينام؛ النوع ( M. longipennis) يمكن العثور عليه في كولومبيا والإكوادور والبيرو (وأحيانا بنما)؛ والنوع الأخير (M. regina) ينتشر في حوض الأمازون من الإكوادور الى البرازيل.

## طالع أيضًا
- صرصور هائل طويل الأجنحة
- صراصير الكهوف
- صرصور الكهف العملاق